# Billy (film)
Billy è un film del 2023 diretto da Emilia Mazzacurati, al suo esordio alla regia.

## Trama
Billy ha diciannove anni ed è un ex bimbo prodigio che a soli nove anni ha creato un podcast musicale. Ora vive con la madre Regina che non sa assolutamente cosa fare della sua vita; è inoltre innamorato di una ragazza e frequenta solo bambini tra gli otto e i dodici anni.
Quando incontra Zippo, un rocker scomparso da anni e suo idolo dell'infanzia, la sua vita cambierà radicalmente.

## Distribuzione
Il film è stato distribuito nelle sale cinematografiche italiane a partire dal 1º giugno 2023.